# École nationale supérieure de mécanique et des microtechniques

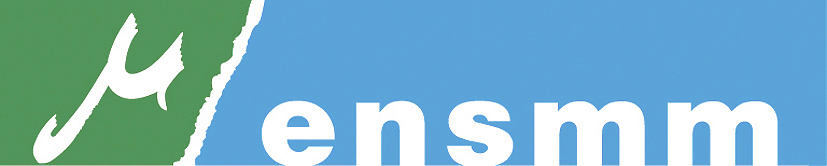
Logo

École nationale supérieure de mécanique et des microtechniques är en fransk högskola som utexaminerar ingenjörer i bland annat urverksteknologi och mikroteknik. Skolan grundades 1902 av Université de Franche-Comté. Skolan, som är belägen i Besançon, är knuten till Polymeca.

## Bildgalleri

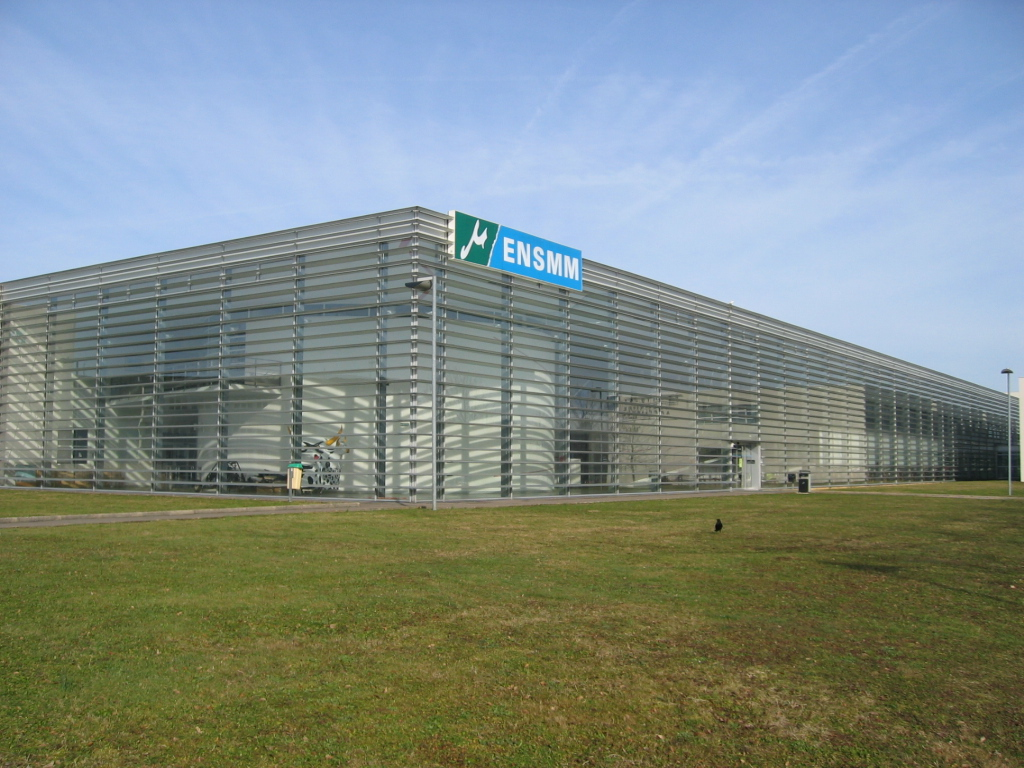